# O'Moore Park
O'Moore Park (in gaelico Páirc Uí Mhórdha) è uno stadio irlandese situato a Portlaoise, capoluogo della contea della provincia del Leinster chiamata Laois. Ha una capienza di 27000 posti ed è dotato di uno dei migliori campi da gioco dell'intera isola irlandese. È di proprietà della Gaelic Athletic Association di Laois ed ospita i match di casa delle franchige di hurling e calcio gaelico della contea. Durante le alluvioni passate spesso l'impianto era usato anche da squadre di club e da altre contee e tuttora, talvolta, vengono ospitati match tra contee al di fuori di Laois per via dell'illuminazione artificiale di cui è dotato. Si trova a mezzo km dal centro della città di Portlaois e le tribune sono coperte da seggiolini blu, con la scritta " Laois, Laois" in bianco.
Nel 2008 venne costruito un imponente parcheggio. Dalle file superiori della tribuna principale si può godere di una buona vista sulla città. L'impianto è il secondo più grande della provincia di Leinster, dopo Croke Park ovviamente.

## Concerti
Il 31 ottobre 2009 suonarono sul campo i The Coronas, una alternative rock band, che ebbe il privilegio di essere stata la prima banda ad esibirsi a O'Moore Park

## Pairc Ui Faoileann
Vicino all'impianto si trova un altro stadio, chiamato Pairc Ui Faoileann, che ospita le partite delle squadre di calcio gaelico e hurling del club " Portlaois GAA", uno dei più prestigiosi team dell'intera isola e sicuramente il più importante della contea.